# Histoire philatélique et postale des Pays-Bas

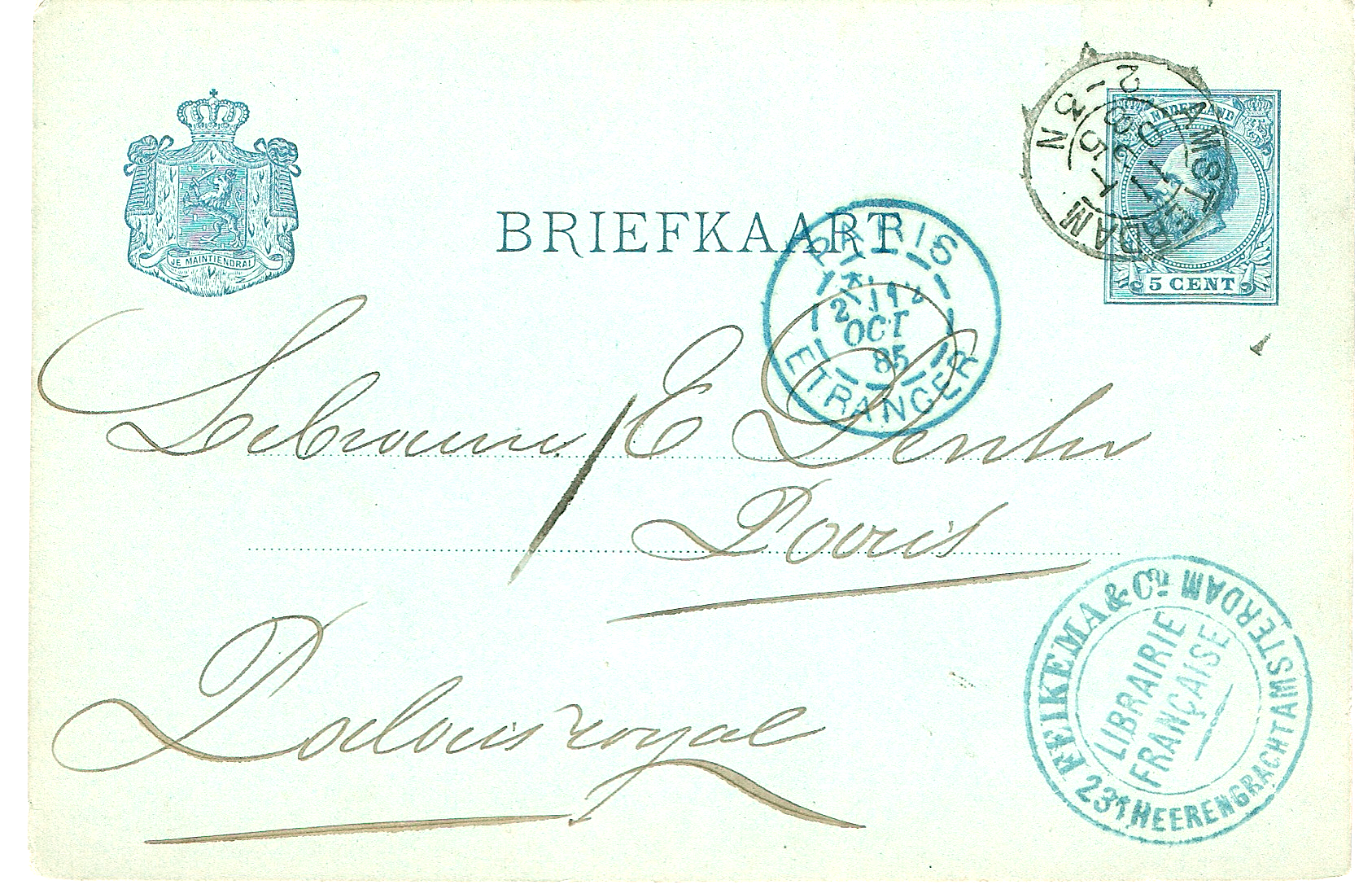
Entier postal des Pays-Bas, expédié vers la France en 1885

Ceci est une introduction à l'histoire postale et philatélique des Pays-Bas.

## Départements français
Les Pays-Bas, et plus précisément, Le Royaume de Hollande, ont été occupés par la France peu après la Révolution française et sous l'Empire. Cette région a été découpée en départements (voir Liste des 130 départements de 1811. L'administration postale a donc mis en place des marques postales linéaires sur le même modèle que celui de la France.
Ainsi Groningue était le chef lieu du département de l'Ems-Occidental et avait comme numéro de département 123. On trouve donc des lettres avec la marque 123 GRONINGUE Voici une table (incomplète) des émissions de telles marques.
| Numéro | Département         | Chef lieu   | Autres villes ayant émis des marques postales |
| ------ | ------------------- | ----------- | --- |
| 92     | Escaut              | Gand        | Alost, Audenarde, Beveren, Deinze (orthographié DEYNSE), Eeklo (orthographié ECLOO), Flessingue, Grammont, Lokeren,Ninove, Saint Nicolas, Termonde, Waasmunster. |
| 118    | Zuyderzée           | Amsterdam   | |
| 119    | Bouches-de-la-Meuse | La Haye     | |
| 120    | Bouches-de-l'Yssel  | Zwolle      | |
| 121    | Yssel-supérieur     | Arnhem      | |
| 122    | Frise               | Leeuwarden  | |
| 123    | Ems-Occidental      | Groningue   | Assen, Delfzijl (orthographié DELFZYL), Meppel, Weener, Winschoten.                                                                                              |
| 125    | Bouches-de-l'Escaut | Middelbourg | |
| 126    | Bouches-du-Rhin     | Bois-le-Duc | |

## La réforme postale

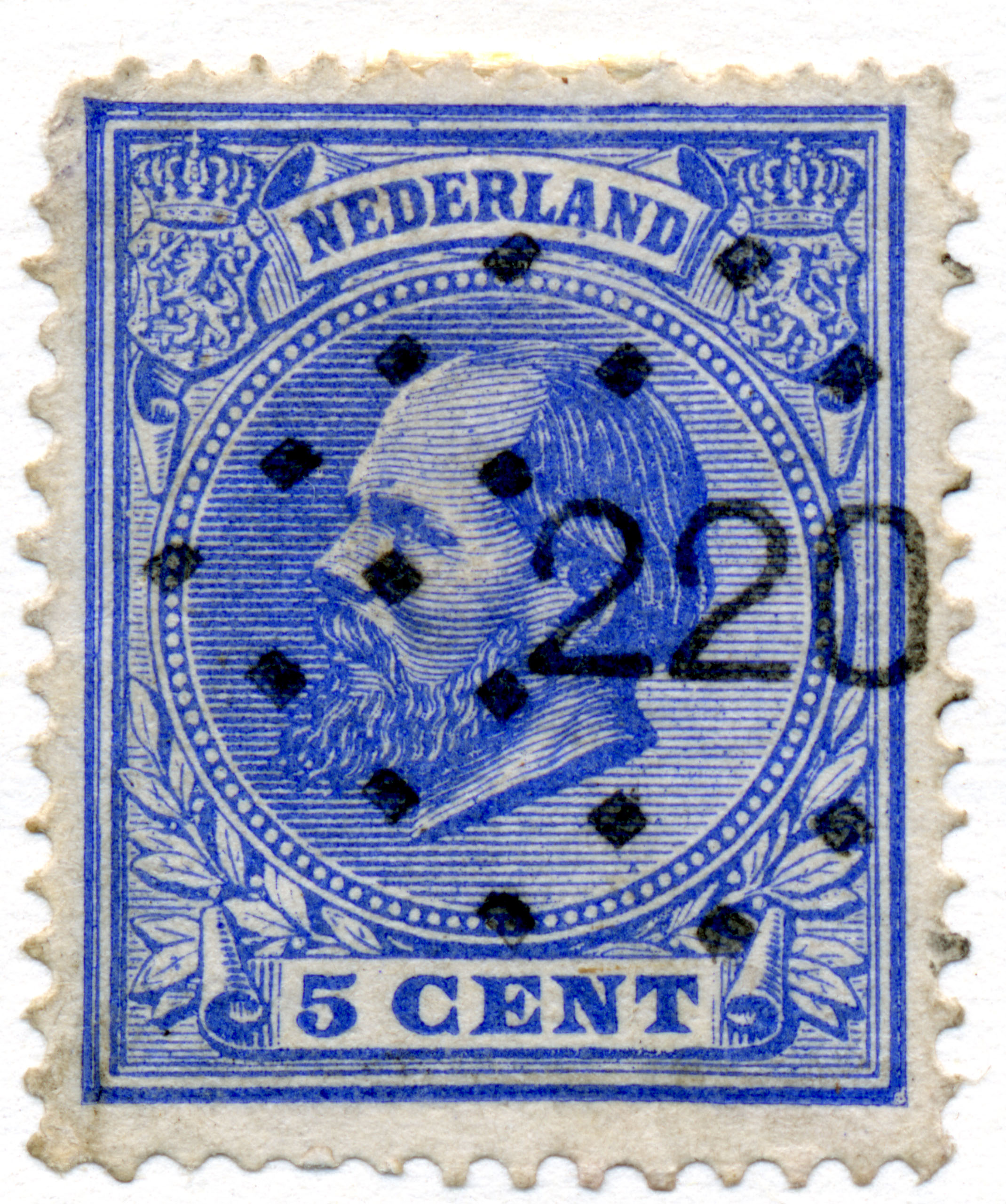
Guillaume III, émission de 1872

## La construction européenne
En 1956, les Pays-Bas participent à la première émission des timbres Europa avec 5 autres pays : l'Allemagne, la Belgique, la France, l'Italie et le Luxembourg.

## Principaux sujets des émissions des Pays-Bas

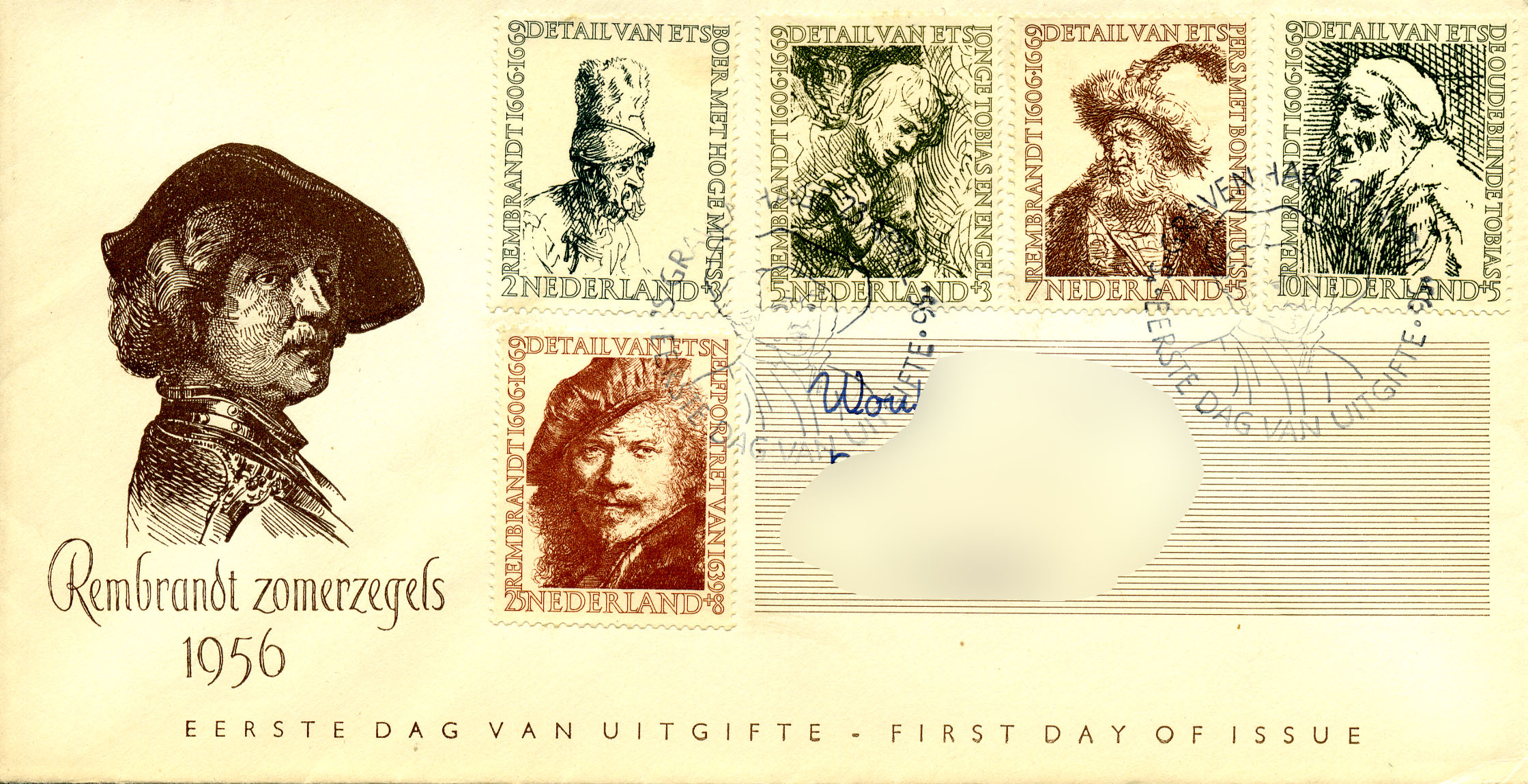
Émission de 1956 dédiée à Rembrandt

### La peinture
- Rembrandt